# Qohir Rasulzoda
Qohir Rasulzoda (tiếng Tajik: Қоҳир Расулзода, tiếng Ba Tư: قاهر رسول‌زاده) (sinh ngày 8 tháng 3 năm 1959) là chính trị gia người Tajikistan. Hiện tại, ông đang giữ chức vụ làm Thủ tướng thứ 8 của Tajikistan.